# Lăpușna, Hîncești
Lăpușna este satul de reședință al comunei cu același nume din raionul Hîncești, Republica Moldova. Este o localitate străveche situată în valea râului omonim, afluent de stângă al Prutului la 18 km nord-vest de Hîncești și la 54 km sud-vest de Chișinău. În secolele XVI-XVIII a fost reședința ținutului Lăpușnei.
În secolele XV-XVII, târgul Lăpușna constituia un centru administrativ, economic și militar de importantă majoră, era reședința ținutului omonim și avea o autoadministrare tradițională cu un șoltuz și 12 pârgari. Tot aici și-au avut sediul, în diferite vremi, mari vătavi de ținut, pârcălabi și hotnogi, vameși, serdari, căpitani și alți dregători domnești. Pe parcursul istoriei, Lăpușna a avut însă o evoluție neuniformă. Fiind la început un târg înfloritor și prosper, localitatea va decădea în secolul al XVIII-lea în legătură cu ridicarea Chișinăului, transformându-se într-un sat modest.
Între Lăpușna și Mereșeni este amplasată Pădurea din Hîncești, o arie protejată din categoria rezervațiilor peisagistice.

## Etimologie
Vechiului târg și-a preluat numele de la râul pe malul căruia este amplasat. Hidronimul Lăpușna apare în actele medievale începând cu anul 1430. Denumirea râului provine din limba slavă (bulgară) lopuš [лопуш] / lapuš - având sensul de „brusture”. Topicul are răspândire în întregul spațiu românesc și se mai întâlnește în Maramureș, Transilvania, Banat, Bucovina, unde sunt atestate forme înrudite: „Lăpușnic”, „Lăpuș”.
Nu se exclude însă posibilitatea ca rădăcina lapoș / lăpoș / lăpuș să fie de origine maghiară: lápos – „mlăștinos”.

## Istoric

### Date arheologice
Investigațiile de ordin arheologic demonstrează că pe locul Lăpușnei și al satului Rusca se găseau locuințe și așezări omenești începând cu epoca bronzului (mileniul II î.Hr.). Tot pe teritoriul localității Lăpușna și al satelor Rusca și Anini au fost descoperite numeroase așezări necropole ce țin de cultura autohtonilor geți (sec. IV și III î.Hr.).

### Târgul medieval
Pentru anii 1430-1431 există un act domnesc în care se vorbește despre râul Lăpușna și mai multe sate așezate pe acest râu. Numele „Lăpușna” este cunoscut din documente începând cu primele decenii ale sec. al XV-lea, el denumind mai multe realități topografice: râul Lăpușna (10 aprilie 1430), ținutul Lăpușna (10 mai 1439), vama Lăpușna (25 august 1454) și târgul Lăpușna (9 ianuarie 1489). Lăpușna a existat ca târg și pe parcursul sec. al XIV-lea, însă documentele îl atestă începând cu prima jumătate a secolul al XV-lea.
Un hrisov de la 25 august 1454 atestă că Petru Aron întărește Mănăstirii Moldovița privilegiul de scutire de orice vamă trei care ale mănăstirii, care umblau prin țară „după cumpărături de pește la Dunăre sau la Nistru ori la oricare bălți”, pentru care să nu se plătească vamă „nici în Târgul Frumos, nici în târgul Ieșilor și nici la Lăpușna”:
„Din mila lui Dumnezeu, noi, Petru voievod, domn al Țării Moldovei. Facem cunoscut cu această carte a noastră tuturor celor care o vor vedea sau o vor auzi citindu-se că acești adevărați călugări ai noștri de la Moldovița au adus înaintea noastră privilegiul înaintașilor noștri. Pentru aceea, noi, văzând privilegiul lor, le-am întărit dania părinților noștri și am dat cartea noastră mănăstirii noastre care este la Moldovița, hramul Sfântă Bunavestire, pentru aceea ca să umble trei care ale lor după pește, sau la Dunăre sau la Nistru sau la oricare baltă, să umble în bunăvoie și fără piedică și să nu plătească vamă nicăieri, și la vămile vândute și la cele nevândute: nici la Târgul Frumos, nici la târgul Iași, și nici la Lăpușna, nici la Vadul Călugărilor, nici la Vaslui, nici la vadul Țuțorei, și nici la Mogoșești, și nici la târgul Roman, și, de asemenea, să nu dea vamă când vor merge după sare și, de asemenea, să nu dea vamă carele lor când vor căra miere de la Bohotin.

...

Iar pentru mai mare întărire a tuturor celor mai sus-scrise, am poruncit credinciosului nostru boier, pan Cozma logofăt, să scrie și să atârne pecetea noastră la această carte a noastră.

A scris Ivașco diac, la Cotnari, în anul 6962 <1454> august 25.”
La 29 iunie 1456, același domn acordă negustorilor lipoveni privilegiu ca să plătească la vama Lăpușna numai 30 de groși pentru 12 cântare de mărfuri duse spre ținutul tătarilor și, de asemenea, să plătească la Lăpușna vama Cetății Albe pentru mărfurile ce nu trec prin acel loc.
La 9 ianuarie 1489 într-un suret de pe o hotarnică de la Ștefan cel Mare a satului Petricani, localitatea Lăpușna este menționată pentru prima dată ca târg.

### Ocupația țaristă
În data de 8 noiembrie 1819, protopopul Ioan Dumitriu sfințește biserica Sf. Voievozi din sat, a cărei zidire fusese aprobată în ianuarie 1814.

### Administrația românească
Anuarul Eparhiei Chișinăului și Hotinului din 1922 consemnează în Lăpușna 800 gospodării (familii) de naționalitate români ți câteva case pentru preoți. Serviciul sacru la Biserica „Sfinții Voievozi” îndeplinea Andrei Volovei, de 29 ani; absolvent al seminarului teologic, în serviciu de la 1914, pe loc din 1920. Preot - Evghenie Agura.de 27 ani, absolvent al seminarului teologic, în serviciu de la 1919, pe loc din 1920. Cântăreți la biserică erau Vasile Măcărescu, de 37 ani; absolvent al școlii spirituale, în serviciu de la 1904 pe loc, și Haralampie Baziliuc, de 67 ani, cu practică, în serviciu de la 1881, pe loc din 1910.
     Români (93,4%)
     Evrei (4,3%)
     Romi (1,1%)
     Ruși (0,7%)
     Alte etnii (greci, armeni, germani, etc.) (0,5%)
În 1923 erau 875 de menaje și clădiri, toate locuibile, 1636 bărbați și 1535 femei, în total 3171 locuitori. În sat existau gospodării boierești (3 case locuite, 2 ruinate).
În primii ani după unire, satul dispunea de o școală primară mixtă, o biserică ortodoxă și o sinagogă, reflectând o comunitate cu o structură confesională variată. De asemenea, activau cooperativă de consum, o bancă populară, două mori de aburi, două mori de cai și trei mori de vânt, 8 cârciumi. Satul avea un târg săptămânal organizat în fiecare zi de miercuri, ceea ce subliniază rolul său ca centru comercial local. Administrația era reprezentată de reședință de voloste, post de jandarmi, o judecătorie rurală de ocol, o agenție de percepere, o primărie, o poștă de cai a zemstvei (cu 12 cai și 3 trăsuri), precum și servicii de telegraf, telefon agent sanitar și infirmerie.
În anul 1925 a avut loc unificarea administrativă a teritoriului României Mari, iar satul Lăpușna a obținut statul de comună (fiind singura localitate) în cadrul plășii Bujora din județul Lăpușna.
În 1929, odată cu venirea la guvernare a Partidului Național-Țărănesc, delimitarea administrativă a României este modificată. În componența comunei Lăpușna a fost inclus satul Traian, comuna fiind transferată în plasa Hâncești, județul Lăpușna.
La recensământ general al populației organizat în anul 1930, în Lăpușna au fost înscriși 3849 de locuitori, inclusiv: 3594 de naționalitate română; 166 evrei; 44 țigani; 28 ruși; 9 bulgari; 5 polonezi și câte un locuitor de naționalitate germană, greacă și armeană. În calitate de limba maternă, limba română au declarat 3626persoane; limba idiș – 147 persoane; limba rusă – 39; limba țigănească – 26 persoane; limba bulgară - 9 persoane; limba germană – 1 persoană și limba greacă – 1 persoană.
În perioada interbelică, în satul Lăpușna funcționau 6 băcănii, 2 brutari, 2 măcelari, 5 cârciumari și 3 restaurante, asigurând localnicii cu diverse produse de bază proaspete și spații de recreere. Meșteșugarii tradiționali continuă să joace un rol important activitățile locale, precum: 2 cizmari, 2 tâmplari, 4 dogari și 4 florari. Activitatea economică locală era susținută Băncii populare „Lăpușnița”, care oferă sprijin financiar localnicilor, facilitând dezvoltarea micilor afaceri și gestionarea economiilor familiale.
Din punct de vedere social, locuitorii satului Lăpușna erau asigurați îngrijire medicală de bază, incluzând o moașă.

### Perioada sovietică
La recensământului populația din anul 1989, populația satului constituia 6149 persoane, inclusiv 6007 moldoveni/români, 40 ucraineni, 74 ruși, 5 găgăuzi, 3 bulgari și 20 peroane de alte etnii.

### Moldova independentă
În perioada anilor 1998-1999, la inițiativa primarului de atunci al satului, Vasile Bubuioc, cu suportul financiar al domnului Vasile Munteanu, președintele SA „Vitis-Lăpușnița” ce activează în sat, au fost elaborate și aprobate stema și drapelul satului Lăpușna, primele simboluri ale vreunui sat adoptate oficial în Republica Moldova.

## Simboluri

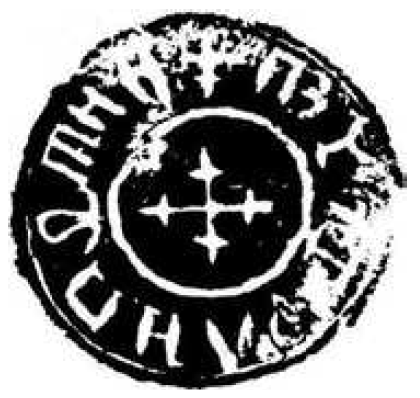
Sigiliul târgului Lăpușna, sec. XVI-XVII

În calitatea de târg, în perioada medievală, Lăpușna avea dreptul la propriu sigiliu. S-a păstrat o singură amprentă a sigiliului Lăpușnei, pusă pe un hrisov datat cu circa 1595-1600. Pecetea Lăpușnei a mai fost aplicată pe un alt document, din 20 martie 1647, dar acesta ne este cunoscut doar în lista. Textul, gravat cu litere slavone între două cercuri liniare, este „† Печать Липушни”, tradus: „Pecetea Lăpușnei” sau „Pecetea târgului Lăpușna”.

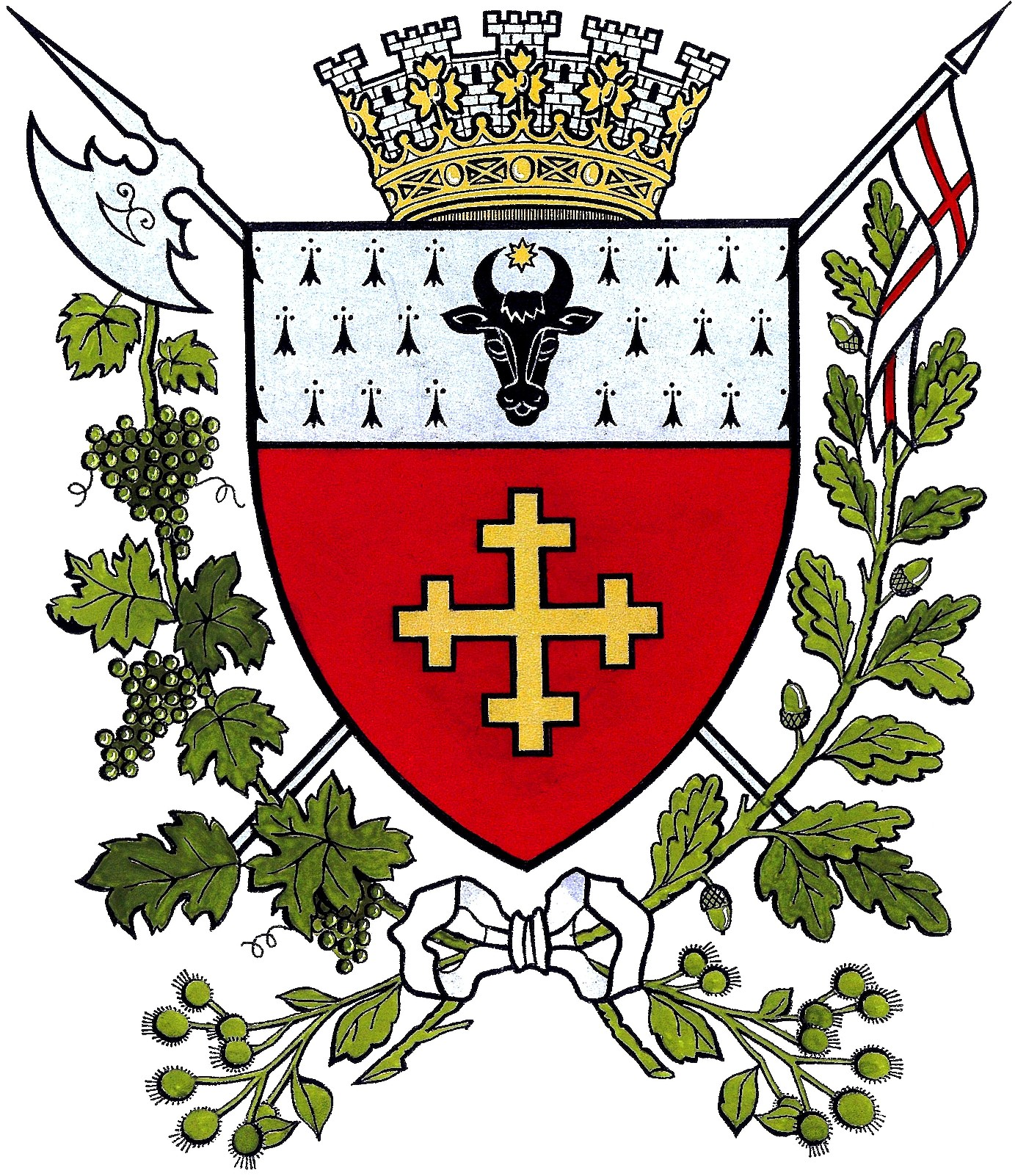
Stema satului Lăpușna aprobată în 1999

Stema: Pe roșu o cruce recruciată scurtă de aur. Capul scutului de hermină, încărcat cu un cap de bour negru, având între coarne o stea de aur cu opt raze. Scutul timbrat de o coroană domnească de aur, din care iese o coroană murală de argint cu cinci turnuri, așezat pe o halebardă de argint și un steag militar alb cu o cruce roșie pe o hampă de argint, încrucișate, și înconjurat de o ramură de viță-de-vie cu ciorchini la dreapta, o ramură de stejar cu ghinde la stânga și două ramuri de brusture dedesubt, toate naturale și legate cu o panglică albă.
Drapelul satului Lăpușna reprezintă o pânză pătrată de culoare roșie, încărcată cu o cruce recruciată scurtă galbenă.

### Semnificația simbolurilor
Stemă:
- Piesa principală a stemei este crucea recruciată, preluată din sigiliul medieval al târgului. Ea exprimă esența heraldicii: stabilitatea, continuitatea și ereditatea însemnelor, precăderea emblemelor vechi fată de cele derivate sau noi, urmarea cu sfințenie a tradiției. Culoarea aurie a crucii simbolizează vechimea și nobleței.
- Câmpul roșu al scutului, roșul fiind culoarea domnului Țării Moldovei, semnifică faptul că târgul Lăpușna – „vechi loc domnesc” – va rămâne până târziu una din ultimele moșii domnești din stânga Prutului, dăruită abia la 23 august 1694 mănăstirii Sfântul Ioan Gură de Aur din Iași, de către Constantin Duca. De asemeni, culoarea roșie se referă aici și la funcția militară importantă de altă dată a târgului Lăpușna.
- Capul de hermină (partea superioară a stemei cu fond argintiu) încărcat cu un cap de bour semnifică faptul că în acest oraș s-a născut domnul Alexandru Lăpușneanu, fiul lui Bogdan al III-lea și al Anastasiei din Lăpușna. Steaua dintre coarne a fost păstrată din motivul este unul din semnele convenționale utilizate în genealogie pentru simbolizarea nașterii.
- Timbrul scutului heraldic, de asemenea excepțional, este o combinație dintre o coroană domnească de aur și o coroană murală de argint cu cinci turnuri. Coroana murală semnifică faptul că târgul Lăpușna a fost reședință de ținut, iar coroana domnească faptul că la Lăpușna a existat singurul conac domnesc din stânga Prutului (atestat documentar).
- Halebarda de argint (lancea cu vârful metalic ascuți) semnifică vama de la Lăpușna, fiind un punct economic strategic pe marele drum internațional care lega Polonia și Ardealul de Crimeea și Marea Neagră.
- Steagul militar așezat în bară apare în stemă ca unul dintre atributele serdarului - reprezentant al domnului în fața oștirii, care comanda călărașii de margine din ținuturile Lăpușna, Orhei și Soroca și care avea drept funcție principală apărarea hotarului de răsărit al țării contra tătarilor.
- Ramura de vița-de-vie simbolizează, pe de o parte, una dintre ocupațiile principale tradiționale ale lăpușnenilor, viticultura, iar pe de altă parte – existența în timp a localității.
- Ramura de stejar a fost preluată din stejarul din stema județului Lăpușna de la 1928 și simbolizează codrii, dar poartă și încărcătura gloriei militare de altă dată a așezării.
- Brusturele, în calitate de arme grăitoare, face aluzie la numele satului, în conformitate cu interpretarea tradițională a etimologiei toponimului Lăpușna.
- Panglica albă ce leagă împreună toate cele patru ramuri, albul fiind un simbol tradițional al inocenței, purității, devotamentului, nevinovăției și sincerității, poartă doliul pentru timpurile gloriei sale acum apuse și este chezășia renașterii pentru viitor

Drapel:
Drapelul satului Lăpușna, fiind elaborat în baza stemei și are aceeași încărcătură semantică. Crucea galbenă, în afara propriei semnificații din stemă, preia asupra sa și semnificațiile coroanei murale, a halebardei, a ramurii de viță-de-vie și a panglicii (toate simboluri legate de oraș), iar câmpul roșu, culoare domnească și militară, însumează și semnificația capului scutului, coroanei domnești, a steagului militar și a ramurii de stejar (simboluri legate de domnie).

## Demografie

### Structura etnică
Structura etnică a satului Lăpușna conform recensământului populației din 2004:
| Grup etnic | Populație | % Procentaj |
| ---------- | --------- | ----------- |
| Moldoveni  | 5.558     | 98,55%      |
| Români     | 29        | 0,51%       |
| Ruși       | 20        | 0,35%       |
| Ucraineni  | 15        | 0,27%       |
| Alții      | 18        |             |
| Total      | 5.640     |             |

## Educație
Liceul Teoretic din Lăpușna a fost organizat activează de la 1 septembrie 1995, în baza Școlii medii, și este înzestrat cu 31 de clase, sală de sport, amenajată cu utilajul necesar, sală de festivități, cantină, patru ateliere, bibliotecă cu peste 85 mii de exemplare de carte, ediții periodice și manuale. Profesorii realizează regulat stagii de perfecționare la Centrul Educațional PRO DIDACTICA, în cadrul unităților de profil din Republica Moldova și din România. În Liceul Teoretic din Lăpușna, pe lângă consiliul metodic și cel profesoral, activează și consiliul elevilor, toate fiind axate pe dezvoltarea capacităților de autoformare, auto-apreciere/autoevaluare ale elevilor. 
Unele activități extrașcolare sunt tradiționale pentru liceu: „Toamna de aur”, „Limba noastră”, „Mărțișor”, „Miss Adolescența” ș. a. Mulți elevi sunt premiați olimpici.

## Galerie de imagini
Biserica „Sf. Arhangheli Mihail și Gavriil” din localitate, monument ocrotit de stat.

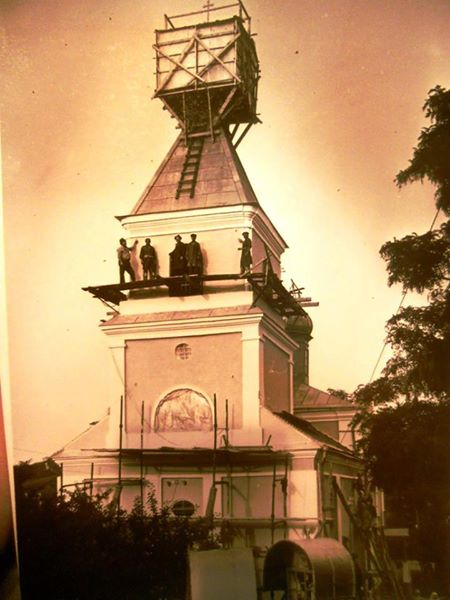
Imagine a lăcașului cu o dată necunoscută (probabil perioada interbelică).
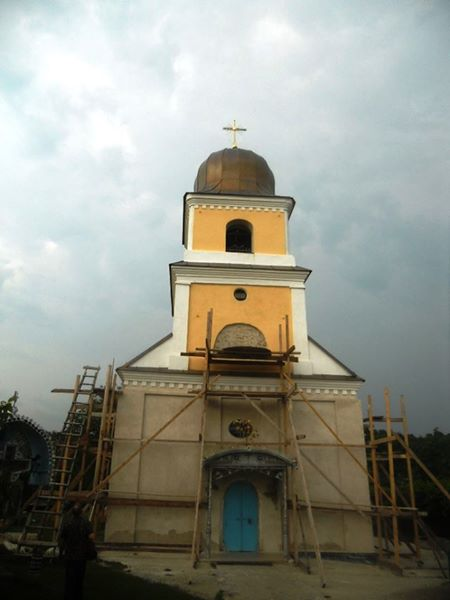
Biserica în restaurare, după un incendiu (iunie 2013).
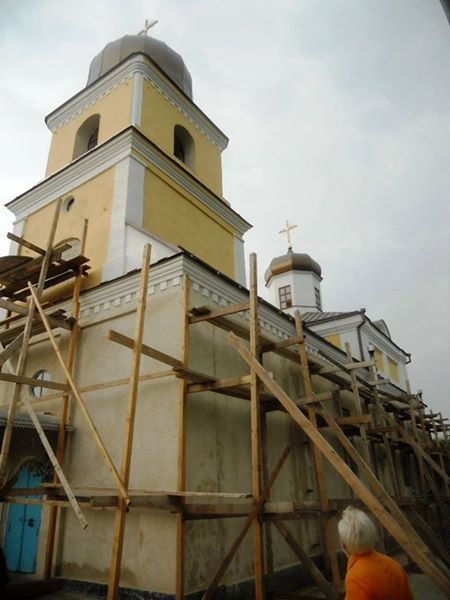
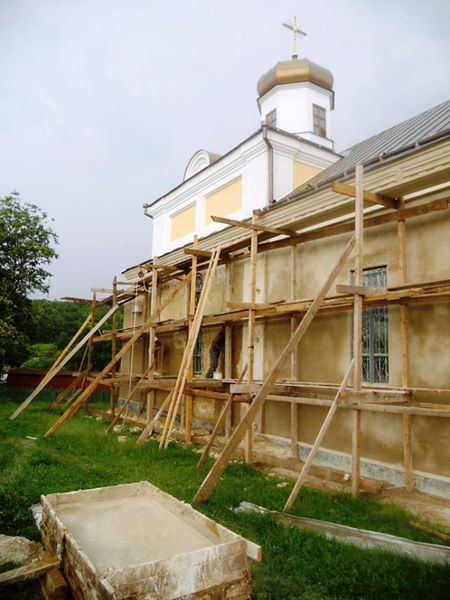
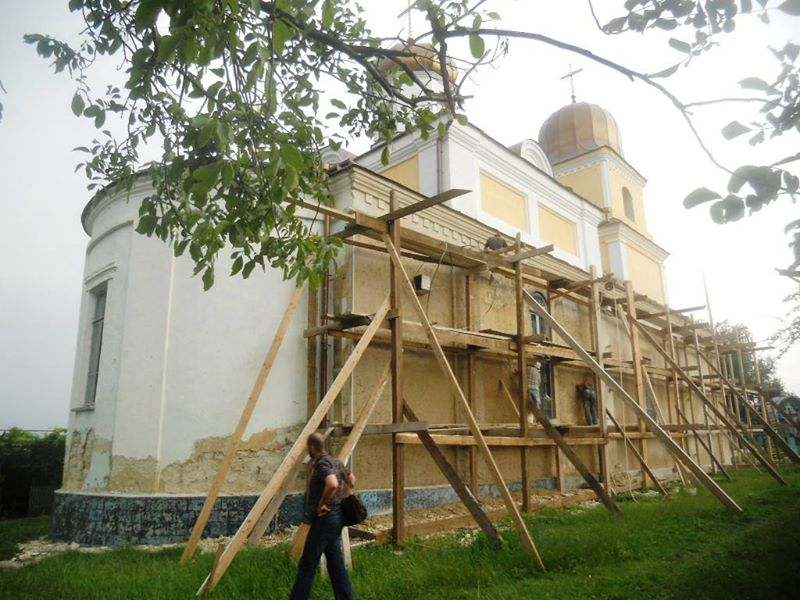
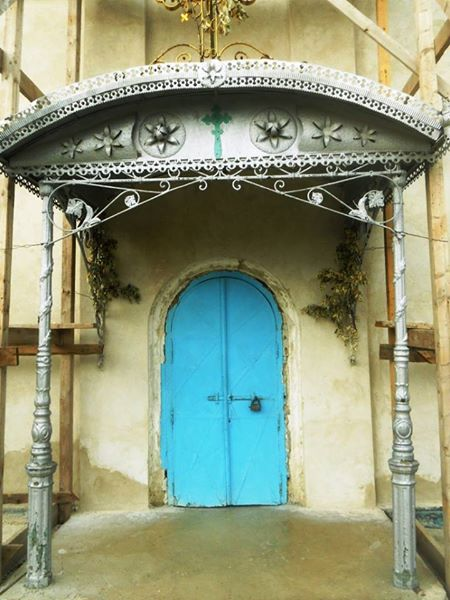
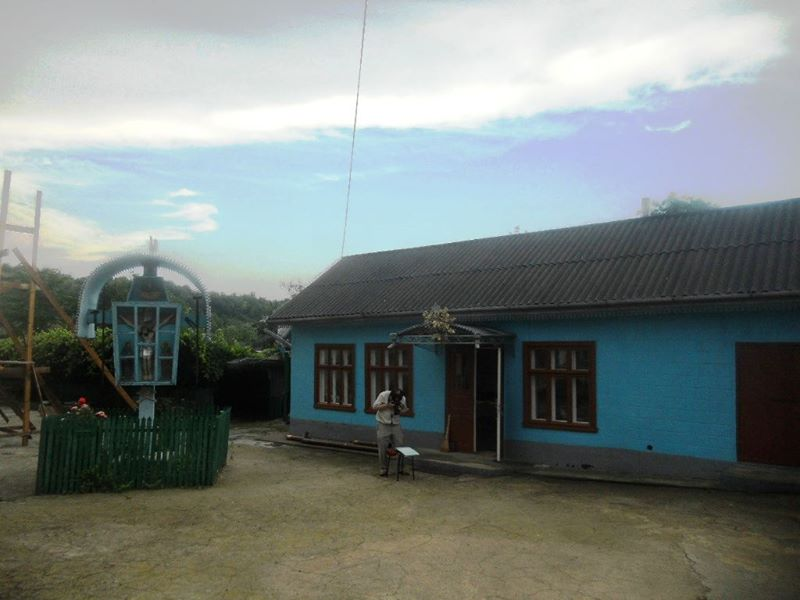
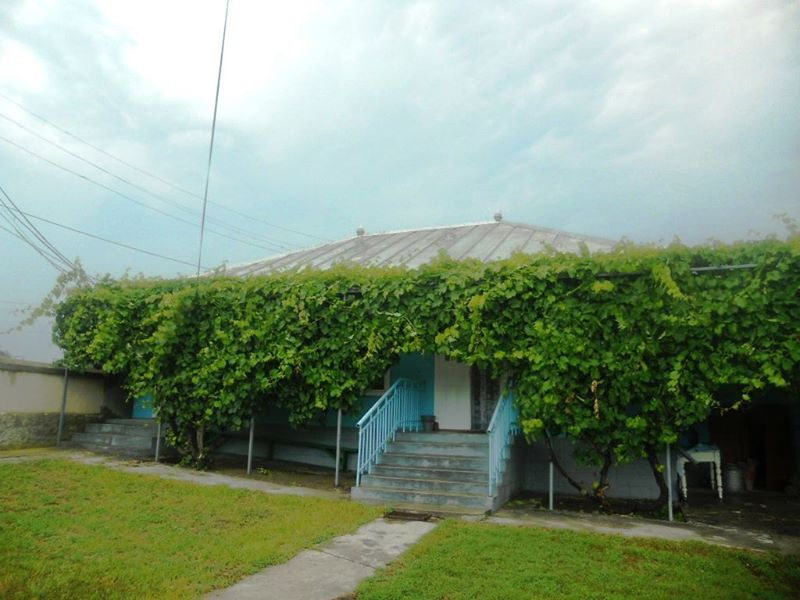
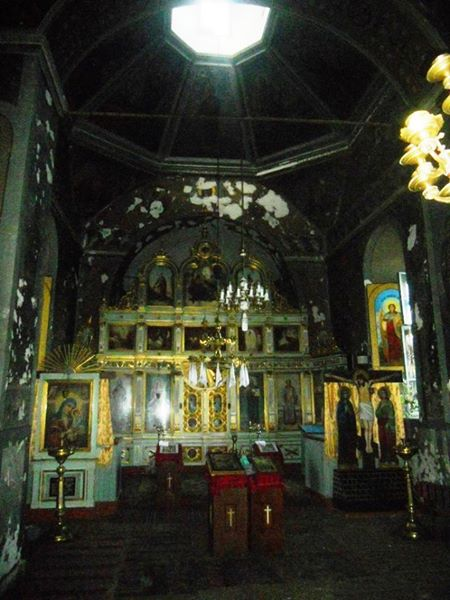
Interiorul afectat de incendiu.
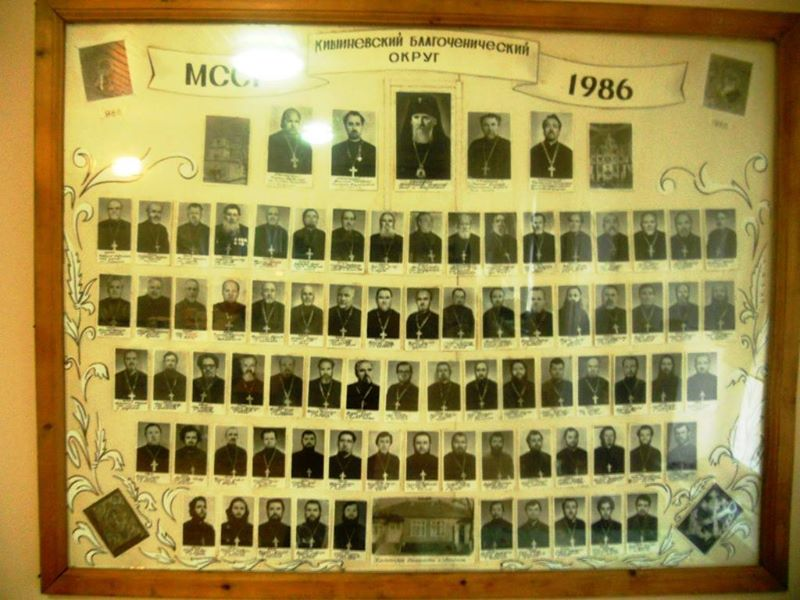

## Personalități

### Născuți în Lăpușna
- Alexandru Lăpușneanu (1499–1568), domnitor al Moldovei.
- Aba Gohberg (1920–1996), om de știință sovietic moldovean în domeniul viticulturii.
- Elena Postică (n. 1954), istoric moldovean.
- Vlad Filat (n. 1969), prim-ministru al Republicii Moldova.